# Fussballclub Wohlen 1904 2009-2010
Questa voce raccoglie le informazioni riguardanti il Fussballclub Wohlen 1904 nelle competizioni ufficiali della stagione 2009-2010.

## Stagione
Nella stagione 2009-2010 il Wohlen, allenato da Martín Rueda, concluse il campionato di Challenge League al 12º posto. In Coppa Svizzera il Wohlen fu eliminato al secondo turno dal Rapperswil-Jona.

## Rosa
| N. |                     | Ruolo | Calciatore         |
| -- | ------------------- | ----- | ------------------ |
| 1  | Svizzera (bandiera) | P     | Reto Felder        |
| 4  | Serbia (bandiera)   | D     | Dušan Cvetinović   |
| 5  | Svizzera (bandiera) | D     | Rafael Schweizer   |
| 5  | Italia (bandiera)   | C     | José Mamone        |
| 6  | Svizzera (bandiera) | C     | Leonel Romero      |
| 7  | Brasile (bandiera)  | C     | Caio Faioli        |
| 8  | Svizzera (bandiera) | D     | Oliver Maric       |
| 9  | Svizzera (bandiera) | C     | George Ivanishvili |
| 11 | Svizzera (bandiera) | A     | Nikola Marjanović  |
| 13 | Kosovo (bandiera)   | D     | Alban Pnishi       |
| 14 | Liberia (bandiera)  | A     | George Weah        |
| 15 | Svizzera (bandiera) | D     | Simon Roduner      |

| N. |                                 | Ruolo | Calciatore          |
| -- | ------------------------------- | ----- | ------------------- |
| 17 | Svizzera (bandiera)             | C     | Daniel Tarone       |
| 17 | Svizzera (bandiera)             | A     | Luca Ladner         |
| 18 | Svizzera (bandiera)             | P     | David Da Costa      |
| 18 | Svizzera (bandiera)             | P     | Patrick Schmidt     |
| 19 | Svizzera (bandiera)             | C     | Nico Stadelmann     |
| 20 | Camerun (bandiera)              | A     | Jean-Michel Tchouga |
| 21 | Svizzera (bandiera)             | D     | Massimo Mancino     |
| 21 | Svizzera (bandiera)             | C     | Michael Diethelm    |
| 21 | Kosovo (bandiera)               | A     | Blerim Kastrati     |
| 22 | Bosnia ed Erzegovina (bandiera) | D     | Semir Dzombic       |
| 23 | Svizzera (bandiera)             | D     | Enrico Schirinzi    |
| 26 | Svizzera (bandiera)             | P     | Philipp Bachmann    |

## Organigramma societario
Area tecnica
- Allenatore: Martín Rueda
- Allenatore in seconda:
- Preparatore dei portieri: Boris Ivkovic
- Preparatori atletici:

## Calciomercato

### Sessione estiva
| Acquisti | Acquisti           | Acquisti          | Acquisti |
| R.       | Nome               | da                | Modalità |
| -------- | ------------------ | ----------------- | -------- |
| D        | Semir Dzombic      | Olten             |          |
| C        | George Ivanishvili | Zurigo II         |          |
| D        | Oliver Maric       | Concordia Basilea |          |
| A        | Nikola Marjanović  | Baden             |          |
| D        | Enrico Schirinzi   | Lugano            |          |

| Cessioni | Cessioni        | Cessioni | Cessioni |
| R.       | Nome            | a        | Modalità |
| -------- | --------------- | -------- | -------- |
| C        | Alex            | Gossau   |          |
| A        | Goran Karanović | Kriens   |          |
| C        | Michael Keller  | Zugo     |          |
| A        | Gonzalo Malán   | Juventud |          |
| D        | Markus Meier    | Kriens   |          |
| C        | Tobias Müller   | Aarau    |          |

### Sessione invernale
| Acquisti | Acquisti            | Acquisti | Acquisti |
| R.       | Nome                | da       | Modalità |
| -------- | ------------------- | -------- | -------- |
| A        | Jean-Michel Tchouga | Lucerna  |          |
| C        | Daniel Tarone       | Baden    |          |

| Cessioni | Cessioni       | Cessioni          | Cessioni |
| R.       | Nome           | a                 | Modalità |
| -------- | -------------- | ----------------- | -------- |
| P        | René Borkovic  | Zurigo            |          |
| A        | Zahir Idrizi   | Le Mont           |          |
| A        | Alfred Omofefe | Tianjin Jinmen Hu |          |
| C        | Raúl Cabanas   | Baden             |          |

## Risultati

### Challenge League

#### andata
| Arbitro: | Studer |

|            |           |                     |
| Idrizi 28’ | Marcatori | 48’, 65’ Grossklaus |

| Arbitro: | Hänni |

|             |           |                                                          |
| Guillou 70’ | Marcatori | 15’ Schirinzi 26’, 31’ Ivanishvili 47’ Maric 80’ Omofefe |

| Arbitro: | Jaccottet |

|          |           |                                        |
| Alex 45’ | Marcatori | 28’ (rig.), 66’ Omofefe 70’ Marjanović |

| Arbitro: | Devouge |

|  |           |                                              |
|  | Marcatori | 18’ Renfer 48’ (rig.), 68’ Silva 63’ Sulmoni |

| Arbitro: | Bertolini |

|            |           |                                                     |
| Romero 16’ | Marcatori | 28’, 29’ Dénervaud 37’ Moser 56’ Morello 89’ Dussin |

| Arbitro: | Studer |

|                    |           |  |
| Gourmi 34’ Edo 72’ | Marcatori |  |

| Arbitro: | Grossen |

|              |           |  |
| Schirinzi 2’ | Marcatori |  |

| Arbitro: | Gut |

|                     |           |                        |
| Tozé 44’ Tréand 64’ | Marcatori | 31’ Maric 61’ Diethelm |

| Arbitro: | Carrell |

|            |           |              |
| Romero 42’ | Marcatori | 67’ Cavaglia |

| Arbitro: | Grossen |

|             |           |  |
| Rossini 24’ | Marcatori |  |

| Arbitro: | Graf |

|                         |           |                                                    |
| Idrizi 1’ Schirinzi 71’ | Marcatori | 20’ Läng 37’ Berisha 58’ (aut.) Mancino 61’ Jonuzi |

| Arbitro: | Hänni |

|                              |           |                        |
| Thüring 6’ Piu 67’ Tadić 79’ | Marcatori | 1’ Roduner 69’ Cabanas |

| Arbitro: | Speranda |

|                                                                |           |            |
| Bader 59’ Koitka 83’ Proschwitz 89’ (rig.) Christen 90’ (rig.) | Marcatori | 79’ Idrizi |

| Arbitro: | Klossner |

|  |           |              |
|  | Marcatori | 86’ Bouziane |

| Arbitro: | Jaccottet |

|                                                    |           |                                           |
| Roduner 21’ Schirinzi 56’ Diethelm 76’, 81’ (rig.) | Marcatori | 20’, 34’ Lenjani 54’ Abrashi 86’ Sprunger |

#### ritorno
| Arbitro: | Circhetta |

|  |           |                           |
|  | Marcatori | 13’ Roduner 33’ Schirinzi |

| Arbitro: | Devouge |

|                                  |           |             |
| Tarone 65’ (rig.) Marjanović 69’ | Marcatori | 25’ Thüring |

| Arbitro: | Hänni |

|          |           |                                  |
| Roux 37’ | Marcatori | 13’ Ivanishvili 32’, 68’ Tchouga |

| Arbitro: | Devouge |

|                                 |           |             |
| Tchouga 26’ Marjanović 66’, 70’ | Marcatori | 80’ Rossini |

| Arbitro: | Klossner |

|             |           |  |
| Chatton 64’ | Marcatori |  |

| Arbitro: | Graf |

|                           |           |                                                                  |
| Faioli 2’ Ivanishvili 88’ | Marcatori | 15’ Osmani 38’ Bühler 74’ (aut.) Cvetinović 77’ (aut.) Schweizer |

| Arbitro: | Winter |

|             |           |                  |
| Carrupt 57’ | Marcatori | 24’ (rig.) Maric |

| Arbitro: | Klossner |

|                |           |            |
| Marjanović 70’ | Marcatori | 49’ Tréand |

| Arbitro: | Jaccottet |

|                              |           |  |
| Maric 13’ (rig.) Tchouga 50’ | Marcatori |  |

| Arbitro: | Speranda |

|                       |           |             |
| Bašić 49’ Martins 90’ | Marcatori | 64’ Roduner |

| Arbitro: | Gut |

|  |           |                            |
|  | Marcatori | 14’, 90’ (rig.) Proschwitz |

| Arbitro: | Carrell |

|                 |           |                  |
| Kukuruzović 48’ | Marcatori | 14’ (aut.) Lüthi |

| Arbitro: | Zimmermann |

|                |           |  |
| Grossklaus 85’ | Marcatori |  |

| Wohlen 8 maggio 2010, ore 17:30 CEST 29ª giornata | Wohlen | 0 – 0 referto | Le Mont | Stadion Niedermatten (1 750 spett.)\| Arbitro: \| Bieri \| |
| Arbitro:                                          | Bieri  |               |         |                                                            |

| Arbitro: | Gut |

|                                            |           |                                         |
| Iten 10’ Schuler 12’ Bieli 45’ Abrashi 61’ | Marcatori | 2’ (aut.) Ritter 75’ Tchouga 80’ Tarone |

### Coppa Svizzera
| 19 settembre 2009, ore 18:00 CEST Primo turno | Laufen | 2 – 3 | Wohlen |  |

| 17 ottobre 2009, ore 15:00 CEST Secondo turno | Rapperswil-Jona | 4 – 1 | Wohlen |  |

## Statistiche

### Statistiche di squadra
| Competizione     | Punti | In casa | In casa | In casa | In casa | In casa | In casa | In trasferta | In trasferta | In trasferta | In trasferta | In trasferta | In trasferta | Totale | Totale | Totale | Totale | Totale | Totale | DR  |
| Competizione     | Punti | G       | V       | N       | P       | Gf      | Gs      | G            | V            | N            | P            | Gf           | Gs           | G      | V      | N      | P      | Gf     | Gs     | DR  |
| ---------------- | ----- | ------- | ------- | ------- | ------- | ------- | ------- | ------------ | ------------ | ------------ | ------------ | ------------ | ------------ | ------ | ------ | ------ | ------ | ------ | ------ | --- |
| Challenge League | 31    | 15      | 4       | 4       | 7       | 20      | 30      | 15           | 4            | 3            | 8            | 24           | 25           | 30     | 8      | 7      | 15     | 44     | 55     | -11 |
| Coppa Svizzera   | -     | 0       | 0       | 0       | 0       | 0       | 0       | 2            | 1            | 0            | 1            | 4            | 6            | 2      | 1      | 0      | 1      | 4      | 6      | -2  |
| Totale           | 31    | 15      | 4       | 4       | 7       | 20      | 30      | 17           | 5            | 3            | 9            | 28           | 31           | 32     | 9      | 7      | 16     | 48     | 61     | -13 |

### Andamento in campionato
| Giornata  | 1  | 2 | 3 | 4 | 5  | 6  | 7 | 8 | 9  | 10 | 11 | 12 | 13 | 14 | 15 | 16 | 17 | 18 | 19 | 20 | 21 | 22 | 23 | 24 | 25 | 26 | 27 | 28 | 29 | 30 |
| --------- | -- | - | - | - | -- | -- | - | - | -- | -- | -- | -- | -- | -- | -- | -- | -- | -- | -- | -- | -- | -- | -- | -- | -- | -- | -- | -- | -- | -- |
| Luogo     | C  | T | T | C | C  | T  | C | T | C  | T  | C  | T  | T  | C  | C  | T  | C  | T  | C  | T  | C  | T  | C  | C  | T  | C  | T  | T  | C  | T  |
| Risultato | P  | V | V | P | P  | P  | V | N | N  | P  | P  | P  | P  | P  | N  | V  | V  | V  | V  | P  | P  | N  | N  | V  | P  | P  | N  | P  | N  | P  |
| Posizione | 11 | 7 | 2 | 5 | 10 | 12 | 9 | 9 | 11 | 11 | 12 | 12 | 14 | 14 | 14 | 14 | 13 | 12 | 10 | 11 | 13 | 13 | 12 | 12 | 12 | 12 | 12 | 13 | 12 | 12 |

Legenda:

Luogo: C = Casa; T = Trasferta. Risultato: V = Vittoria; N = Pareggio; P = Sconfitta.

### Statistiche dei giocatori
| P. Bachmann    | 1  | 0 | 0  | 0 |
| R. Borkovic    | 4  | 0 | 0  | 0 |
| R. Cabanas     | 11 | 1 | 2  | 0 |
| D. Costa       | 9  | 0 | 0  | 1 |
| D. Cvetinović  | 23 | 0 | 7  | 0 |
| M. Diethelm    | 20 | 3 | 1  | 0 |
| S. Dzombic     | 8  | 0 | 1  | 0 |
| C. Faioli      | 8  | 1 | 2  | 0 |
| R. Felder      | 16 | 0 | 1  | 0 |
| Z. Idrizi      | 11 | 3 | 2  | 0 |
| G. Ivanishvili | 28 | 4 | 0  | 0 |
| B. Kastrati    | 0  | 0 | 0  | 0 |
| L. Ladner      | 11 | 0 | 2  | 0 |
| J. Mamone      | 13 | 0 | 2  | 1 |
| M. Mancino     | 28 | 0 | 4  | 0 |
| O. Maric       | 28 | 4 | 8  | 0 |
| N. Marjanović  | 26 | 5 | 4  | 0 |
| A. Omofefe     | 10 | 3 | 0  | 0 |
| A. Pnishi      | 14 | 0 | 0  | 1 |
| S. Roduner     | 26 | 4 | 10 | 1 |
| L. Romero      | 27 | 2 | 4  | 0 |
| E. Schirinzi   | 29 | 5 | 3  | 1 |
| P. Schmidt     | 3  | 0 | 0  | 0 |
| R. Schweizer   | 12 | 0 | 1  | 0 |
| N. Stadelmann  | 9  | 0 | 3  | 0 |
| D. Tarone      | 13 | 2 | 1  | 0 |
| J. Tchouga     | 16 | 5 | 2  | 0 |
| G. Weah        | 10 | 0 | 2  | 0 |